# Kannon d'Aizu
Kannon d'Aizu est une statue de 57 mètres de haut d'un Guanyin debout qui se trouve a Aizuwakamatsu au Japon. La construction de la statue a été fini en 1987.  Elle repose sur une base de 6 mètres de haut, conduisant à une hauteur totale de 63 mètres du monument. Elle est en 2019 trente et deuxième plus grande statue au monde.